# Bernd Hahne
Bernd Hahne (* 3. Juni 1944 in Moers; † 16. Mai 2017 in Düsseldorf) war ein deutscher Rennfahrer.

## Leben
Bernd Hahne war der Bruder von Wilhelm Hahne, Hubert Hahne, Norbert Hahne und Armin Hahne sowie den beiden Schwestern Christel und Gerda (Mutter von Jörg van Ommen).
Nach dem Verkauf des Familienunternehmens war er Ferrari-Repräsentant bei Auto Becker und seit 2002 Repräsentant für Ferrari und Maserati bei Lueg Sportivo. Seit 2007 war er zwar im Ruhestand, seit 2011 Repräsentant für McLaren in Düsseldorf, insbesondere für den McLaren MP4-12C.
Bernd Hahne verstarb am 16. Mai 2017 in Düsseldorf.

## Rennsport
Hahne fuhr die ersten Rennen mit 19 Jahren auf einem Honda 360. Nach Teilnahme an der Mille Miglia 1988 auf Ferrari 166MM startete Hahne 1989/90 beim deutschen Shell-Pokal für historische Tourenwagen und erreichte nur erste und zweite Plätze in sieben Rennen.
Bernd Hahnes größte Erfolge waren der Vize-Europameister bei der Historischen Tourenwagen-Europameisterschaft auf einem Alfa GTA (1992) und zweimal der Gewinn der Ferrari-Challenge (1993/96). 2005 wurde er Tourenwagengesamtsieger beim 15. AvD-Historic-Marathon 400 auf der Nordschleife des Nürburgrings. In den Jahren 1997 bis 2003 feierte er Erfolge in der Maserati-History-Challenge und in der Ferrari-History-Challenge.
Sechsmal nahm er am 24-Stunden-Rennen auf dem Nürburgring teil; beim historischen 24-Stunden-Rennen Circuit Paul Ricard startete er dreimal und erreichte den 1. Platz seiner Klasse und den 2. Platz im Gesamtklassement.
Hahne fuhr unter anderem auf Ferrari 250 TDF und 166 MM, Maserati 200SI, 300 und 450S, Austin Healey 3000  und Porsche 911 2.5 ST.

## Erfolge (Auswahl)
- 1992 – Historische Tourenwagen-Europameisterschaft, Vize-Europameister auf Alfa GTA
- 1993 – Ferrari-Challenge, Sieger
- 1996 – Ferrari-Challenge, Sieger
- 2005 – Gesamtsieg Historischer Tourenwagen (1. Platz Klasse 1.600 cm³; 4. Platz im Gesamtklassement) auf Alfa GTA von 1967
- 2007 – ADAC Nürburgring-Classic: Klassensieg im Alfa TZ 2